# کنسرسیوم ان۲کی
کنسرسیوم ان۲کی (N2K Consortium) یک تلاش مشترک چندملیتی توسط ستاره شناسان آمریکایی، شیلیایی و ژاپنی برای یافتن سیارات فراخورشیدی دیگر در اطراف ستارگانی است که در حال حاضر مورد بررسی قرار نگرفته‌اند. ان۲کی مخفف مجموعه ای از تقریباً ۲۰۰۰ ستاره از نزدیک‌ترین و درخشان‌ترین دنباله اصلی است که برای بررسی جدید انتخاب شده‌اند. ستارگان هدف دارای مقدار شاخص رنگ B - V بین ۰٫۴ تا ۱٫۲، قدر ظاهری روشن‌تر از ۱۰٫۵ و فاصله کمتر از ۱۱۰ پارسک از خورشید هستند. این ستارگان بر اساس فلزی بودن بالای آنها، که نشانه فراوانی عناصری غیر از هیدروژن و هلیوم است، انتخاب شدند.
این کارزار رصدی از تلسکوپ‌های کک، ماژلان و سوبارو به‌علاوه تلسکوپ‌های خودکار در رصدخانه فیربورن استفاده می‌کند. هر ستاره سه بار در یک دوره چند روزه مشاهده می‌شود، سپس برای تغییرات دوره کوتاه در سرعت شعاعی بررسی می‌شود. این تغییر مشخصه اغتشاش گرانشی ناشی از یک سیاره مشتری داغ است. ستارگانی که تغییرات سرعت شعاعی را نشان می‌دهند، سپس با تلسکوپ‌های شیدسنج خودکار رصدخانه فیربورن بررسی می‌شوند.
در طول یک دوره دو ساله که از سال ۲۰۰۴ شروع شد، پیش‌بینی شد که کنسرسیوم ان۲کی حدود ۶۰ مشتری داغ جدید را شناسایی کند. با این حال، تا سال ۲۰۰۹، تنها هفت سیاره با دوره مداری تا پنج روز کشف شد. آنها به دور ستارگان زیر می‌چرخند:
- اچ‌دی ۳۳۲۸۳
- اچ‌دی ۸۶۰۸۱
- اچ‌دی ۸۸۱۳۳
- اچ‌دی ۱۰۹۷۴۹
- اچ‌دی ۱۴۹۰۲۶
- روسالیادکاسترو
- اچ‌دی ۲۲۴۶۹۳